# Nenad Čanak

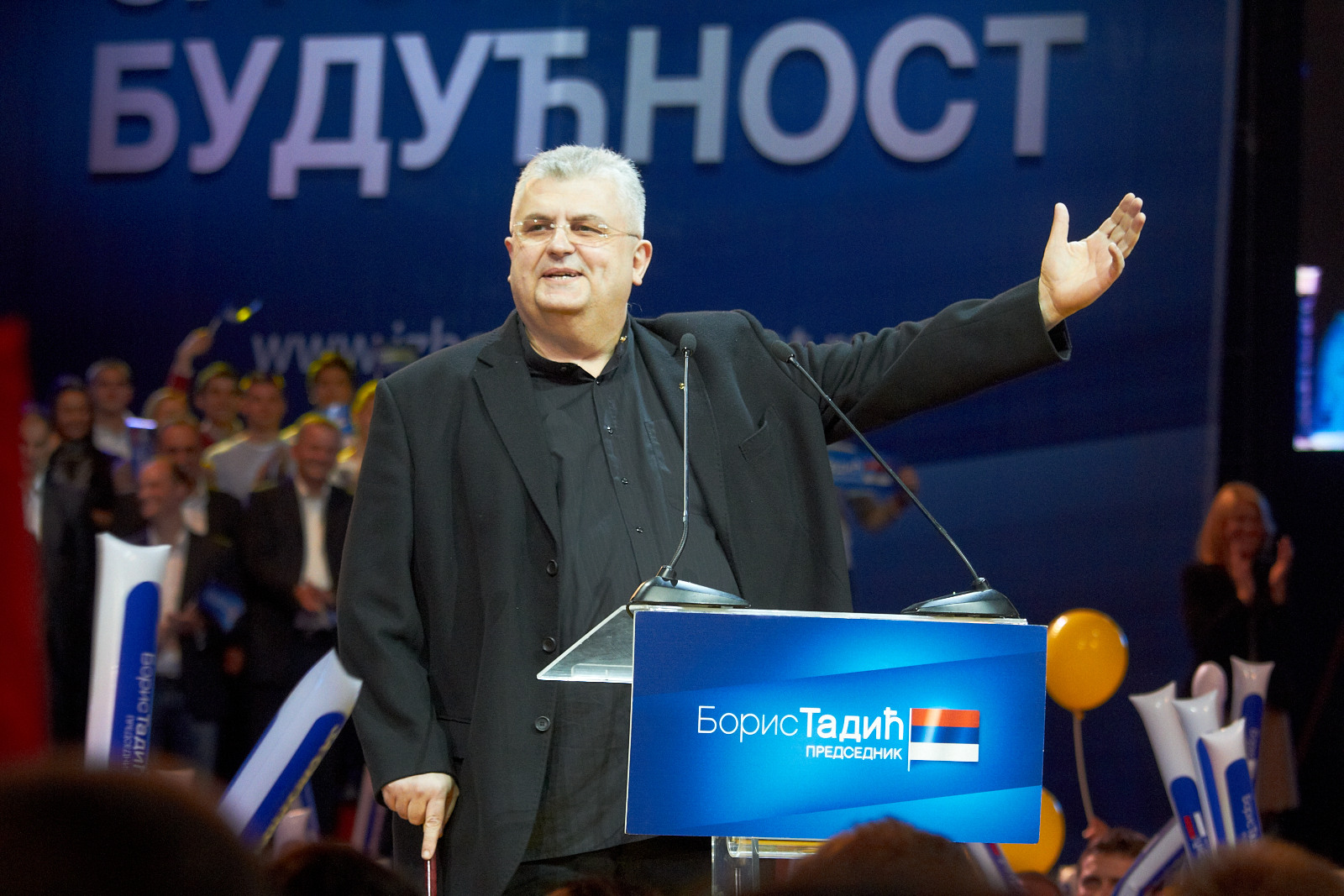
Nenad Čanak, 2012

Nenad Čanak, en serbe cyrillique Ненад Чанак (né le 2 novembre 1959 à Pančevo, Serbie, Yougoslavie), est un homme politique serbe. Il est le fondateur et le président de la Ligue des sociaux-démocrates de Voïvodine. Il est député au Parlement de Serbie.

## Biographie
En 1991, Nenad Čanak a participé à la bataille de Vukovar. 
De 2000 à 2004, il a été président du Parlement de la Voïvodine, province autonome au sein de la république de Serbie. 
Aux élections législatives serbes de 2007, la Ligue des sociaux-démocrates de Voïvodine a remporté 4 sièges au Parlement de Serbie. Lors de l'élection présidentielle serbe de 2008, Nenad Čanak a apporté son soutien au président sortant Boris Tadić dès le premier tour.
Nenad Čanak a été marié deux fois, une première fois en 1986 avec Svetlana, une seconde fois en 1998 avec Marija ; il a divorcé deux fois. Il a un fils, Milan, de son second mariage.